# Getal (wiskunde)
Een getal is de aanduiding van een hoeveelheid. Oorspronkelijk was het begrip getal synoniem met aantal, dus voor de getallen een, twee, drie, enz., maar het heeft een ruimere betekenis gekregen, zodat ook gebroken, negatieve en zelfs complexe getallen als getal aangemerkt worden.
Een getal verschilt van een cijfer: cijfers zijn symbolen die gebruikt worden om getallen weer te geven.
Getallen als begrip zijn taalonafhankelijk. Ook de symbolische voorstelling van getallen in de decimale schrijfwijze is op enige kleinigheden na in de meeste talen hetzelfde. In gesproken taal en geschreven als woord heeft men wel een taalafhankelijke voorstelling van getallen door middel van telwoorden. Voorbeelden van talen waarin de telwoorden een regelmatige naam hebben zijn het Standaardmandarijn en Esperanto.
Datatypen voor getallen zijn onder meer diverse varianten van integer en zwevendekommagetal.

## Geschiedenis

Getalsysteem van de Maya's

Getallen zijn een prehistorische uitvinding: alle volkeren die het schrift hebben uitgevonden, beschikten vanaf de oudste teksten over een manier om getallen op te schrijven. Uit de prehistorie bestaan materiële bronnen onder meer in de vorm van kerfstokken. Het zetten van streepjes is de oudst bekende manier om een getal aan te duiden. Het is nog steeds in gebruik, met name in de vorm van turven.
In Moravië is een 30 000 jaar oud bot van een jonge wolf gevonden met 55 diepe kerven in twee reeksen: een van 25 en een van 30. Binnen elke reeks staan de kerven in groepen van 5. In Afrika is een 35 000 jaar oud kuitbeen van een baviaan gevonden met 29 kerfjes. Het Ishango-beentje, eveneens uit Afrika, lijkt vermenigvuldigingen te bevatten. Het werd oorspronkelijk op 8000 jaar geschat maar die schatting is later herzien tot eveneens 30 000 jaar.
De oudste bewaarde documenten met getallen zijn Mesopotamische kleitabletten. De volkeren van Mesopotamië beschikten over een positioneel systeem, dat wil zeggen dat de waarde van een symbool afhangt van de plaats waar het wordt geschreven - zoals bij ons het cijfer 1 in het getal 100 een grotere waarde heeft dan datzelfde cijfer in het getal 210. Het Mesopotamische positionele systeem was evenwel niet tiendelig zoals het onze, maar zestigdelig. Zij kenden ook breuken, maar hadden geen symbool voor het cijfer 0. Ongeveer in dezelfde periode hadden de oude Egyptenaren een getalstelsel, dat evenwel in verscheidene opzichten minder krachtig was (geen positioneel systeem, en alleen stambreuken).
De Mayacultuur uit Midden-Amerika beschikte over een twintigdelig positioneel systeem met inbegrip van een symbool voor 0. Voor zover uit de schaarse bronnen kan worden nagegaan, kenden zij geen breuken. Chinese wiskundigen beschikten al voor de tijd van het Keizerrijk over een tiendelig systeem zoals het onze, waarin na verloop van tijd ook de 0 opduikt (met het hedendaagse symbool). In het belangrijkste werk van de Chinese wiskunde, de Negen hoofdstukken over de rekenkunde, komen breuken voor.
De wiskunde in het oude China kende twee afzonderlijke notaties die naast elkaar gebruikt werden, allebei tiendelig. Eén stelsel hanteerde een multiplicatief systeem met symbolen voor de cijfers 1 tot 9 en andere symbolen voor de machten van 10. Een groot getal werd geschreven als de samenstelling van groepen die telkens uit een cijfer en een macht van 10 bestonden. Het andere stelsel was positioneel en gebruikte twee verschillende reeksen symbolen voor de cijfers 1-9, die dan elkaar afwisselden in een rij om de verschillende posities uit elkaar te houden. Hoewel dit stelsel al in 300 v.Chr. in zwang was, duikt het symbool 0 pas op in een document uit 1247.
In de Oud-Griekse, Romeinse en middeleeuwse Europese cultuur werden getallen niet-positioneel genoteerd (zie Romeinse cijfers).
Oud-Griekse wiskundigen zoals Euclides kenden breuken als verhoudingen, maar beschouwden ze niet als op zichzelf staande objecten zoals natuurlijke getallen. Een getal is bij Euclides "een veelheid samengesteld uit eenheden", wat impliceert dat zelfs 1 geen echt getal is.
De Romeinen gebruikten geen talstelsel, maar hadden een geheel eigen manier om getallen te schrijven, waarin de positie van de tekens (bijna) niet belangrijk was. Zij gebruikten letters als cijfers: I = 1, V = 5, X = 10, L = 50, C = 100, D = 500, M = 1000. De letters worden in combinaties gebruikt, dus 234 = CCXXXIV. Om de getallen in te korten wordt in plaats van 4 maal I een I voor het volgende symbool gezet. Dus IV in plaats van IIII, XL in plaats van XXXX en CM in plaats van DCCCC. Romeinse cijfers worden nog steeds gebruikt op gebouwen om het bouwjaar aan te duiden en om uitgebreide tabellen te ondersteunen.
Doordat de volgorde bijna onbelangrijk is, was het voor de Romeinen mogelijk om een zin of vers te schrijven, en door alle letters die ook getallen representeren een jaartal te vormen. Zo'n vers wordt carnacioen genoemd.
De Romeinse cijfers zijn erg omslachtig om mee te rekenen. Sommen zoals die nu bij ons op school worden geleerd, waren met Romeinse cijfers bijna onmogelijk. Bovendien misten de Romeinen het concept en symbool voor 0 (nul).
Onze huidige 10 cijfers zijn afkomstig uit India; in 662 rapporteert een westerse reiziger dat de Indiërs hun getallen noteren "met 9 symbolen", wat erop wijst dat ze een positioneel stelsel hadden waar de 0 niet in voorkwam. De nul duikt er op vóór het jaar 900. Ze kenden breuken maar geen decimale schrijfwijze van het breukdeel van een getal. De Arabische cultuur nam de Indische cijfers al snel over, en het systeem wordt uitgebreid beschreven door Al-Chwarizmi. In het Westen worden deze cijfers pas in de 13de eeuw beschreven, en het waren aanvankelijk Fibonacci (wiens familie handel dreef in Noord-Afrika) en later François Viète, Simon Stevin en John Napier die hun gebruik populariseerden. Tot het eind van de 16de eeuw werden breukdelen meestal naar Mesopotamisch voorbeeld zestigdelig geschreven, wat onder meer verklaart waarom een uur nog steeds bestaat uit 60 minuten of 3600 seconden. Het gebruik van verschillende symbolen voor verschillende cijfers en het introduceren van de 0 maakte een positionele notatie mogelijk en vereenvoudigde het rekenen. De Europese en Arabische cijfers verschillen aanzienlijk van vorm, maar het principe van een tiendelig positioneel stelsel is identiek.
Het bestaan van irrationale getallen was al in de oudheid bekend, maar het gebruik van het woord reëel voor een getal is afkomstig van René Descartes, die het onderscheid wou maken met de "imaginaire" nulpunten van een veelterm. Dat er zoiets als imaginaire getallen (complexe getallen die niet reëel zijn) moest bestaan, was al in de 16de eeuw gebleken uit de oplossingsmethode voor de derdegraadsvergelijking die Scipione del Ferro en Niccolò Tartaglia hadden gevonden.
Johann Heinrich Lambert en Adrien-Marie Legendre bewezen op het einde van de 18de eeuw dat {\displaystyle \pi } irrationaal is, maar het feit dat {\displaystyle \pi } ook transcendent is, werd pas in 1882 aangetoond door Ferdinand von Lindemann.

## Rekenen
Het getalbegrip als aantal, dus niet zomaar als een nummer, ontleent zijn kracht aan de mogelijkheid van rekenkundige bewerkingen. Zelfs een eenvoudige opdracht zoals het tellen van het aantal elementen van een verzameling, wordt veel eenvoudiger dankzij de optelling: als een grote verzameling bestaat uit twee gescheiden deelverzamelingen, dan is het totale aantal elementen de som van de aantallen in de twee deelverzamelingen.
De bewerkingen optellen, aftrekken, vermenigvuldigen en delen zijn zo nauw verbonden met het getalbegrip dat de bijhorende wiskunde structuren dikwijls lichamen zijn: verzamelingen waarbinnen van ieder paar elementen een som, verschil en product kan worden berekend, en van bijna ieder paar een quotiënt. De complexe getallen zijn ontstaan uit de behoefte om ook op ieder willekeurig element worteltrekking te kunnen toepassen. Voorbeelden van lichamen (velden) zijn: de rationale getallen; de reële getallen; de algebraïsche getallen; en de complexe getallen.
Op de reële en complexe getallen zijn bovendien allerlei gespecialiseerde functies gedefinieerd:
- goniometrische functies en hun omgekeerden, de cyclometrische functies;
- exponentiële functies en hun omgekeerden, de logaritmen;
- speciale functies.

## Getalverzamelingen

### Traditionele getalverzamelingen

Deelverzamelingen van de complexe getallen

In de wiskunde worden de getallen doorgaans ingedeeld in verschillende verzamelingen. De verzamelingenleer zelf is deels ontstaan vanuit vraagstellingen over de aard van de reële getallen en hun verband met de rationale getallen.
Het klassieke getalbegrip is dat van het aantal elementen van een eindige verzameling, waaraan in een iets recenter verleden ook 0 werd toegevoegd: de natuurlijke getallen, {\displaystyle 0,1,2,\ldots }, voorgesteld door de verzameling {\displaystyle \mathbb {N} }.
Grotere getalverzamelingen ontstaan wanneer men een vorm wil geven aan "denkbeeldige" oplossingen van een vergelijking die in de tot dan toe beschouwde getallen onoplosbaar is. Zo heeft de vergelijking {\displaystyle x+1=0} geen oplossing in de natuurlijke getallen, maar wel als we negatieve getallen toelaten;
de natuurlijke getallen worden dan een deelverzameling van de gehele getallen {\displaystyle \mathbb {Z} } die, naast de positieve gehele of natuurlijke getallen, ook de negatieve gehele getallen bevat.
Deze verzameling kan verder uitgebreid worden met de getallen die enkel als breuk te schrijven zijn, om "onoplosbare" vergelijkingen zoals {\displaystyle 3x=2} te behandelen: deze verzameling van rationale getallen wordt voorgesteld als {\displaystyle \mathbb {Q} }.
Er bestaan ook in de rationale getallen eenvoudige algebraïsche vergelijkingen die onoplosbaar zijn. De oude Grieken wisten al dat de vierkantswortel van 2 niet als een breuk kan worden geschreven, met andere woorden dat {\displaystyle x^{2}=2} niet oplosbaar is in {\displaystyle \mathbb {Q} }. In een modern kader haalt men hieruit de definitie van de algebraïsche getallen: de kleinste lichaamsuitbreiding {\displaystyle \mathbb {A} } van {\displaystyle \mathbb {Q} } waarin elke veelterm in één veranderlijke met rationale coëfficiënten ontbindbaar is in factoren van de eerste graad.
Historisch zijn echter eerst de reële getallen beschreven, door een procedé dat eerder analytisch dan algebraïsch is. Men vertrekt van de vaststelling dat er grootheden bestaan, zoals π, de wortel uit twee en het getal e, die niet in breukvorm te schrijven zijn; zij vormen de irrationale getallen. Rationale en irrationale getallen vormen samen de verzameling van reële getallen, voorgesteld door {\displaystyle \mathbb {R} }. De verzameling van de reële getallen wordt meestal gedefinieerd als de topologische vervollediging van de rationale getallen, dat wil zeggen de limieten van cauchyrijen in {\displaystyle \mathbb {Q} }. Een andere mogelijke definitie, die niet uitdrukkelijk gebruik maakt van limieten, gaat als volgt:
We stellen vast dat ieder rationaal getal {\displaystyle q} de verzameling {\displaystyle \mathbb {Q} } in twee disjuncte delen splitst: enerzijds de breuken die kleiner dan of gelijk aan {\displaystyle q} zijn, en anderzijds de breuken die strikt groter zijn dan {\displaystyle q.} Ieder element van de eerste deelverzameling is strikt kleiner dan ieder element van de tweede. Er bestaan echter ook andere tweedelingen {\displaystyle \mathbb {Q} =A\cup B} met {\displaystyle A\cap B=\emptyset } zodat {\displaystyle \forall a\in A,b\in B:a<b,} maar die niet door een dergelijke breuk {\displaystyle q} worden voortgebracht; die andere tweedelingen noemen we de irrationale getallen. Een reëel getal is een tweedeling van de rationale getallen volgens de relatie "is strikt kleiner dan".
De complexe getallen ontstaan door aan {\displaystyle \mathbb {R} } een oplossing van de, niet reëel oplosbare, algebraïsche vergelijking {\displaystyle x^{2}+1=0} toe te voegen, de imaginaire eenheid {\displaystyle i}. In deze verzameling, voorgesteld met de letter {\displaystyle \mathbb {C} }, zijn alle algebraïsche vergelijkingen oplosbaar; dit is de hoofdstelling van de algebra, die ook wel wordt samengevat door de uitspraak dat de complexe getallen algebraïsch gesloten zijn.
We krijgen de volgende ordening tussen de verschillende verzamelingen:
{\displaystyle \mathbb {N} \subset \mathbb {Z} \subset \mathbb {Q} \subset \mathbb {R} \subset \mathbb {C} }
{\displaystyle \subset } betekent hier een strikte deelverzameling.
De verzameling {\displaystyle \mathbb {A} } ligt tussen {\displaystyle \mathbb {Q} } en {\displaystyle \mathbb {C} }, maar is niet vergelijkbaar met {\displaystyle \mathbb {R} } omdat er ook niet-algebraïsche reële getallen, de transcendente reële getallen, bestaan. De vierkantswortel uit 2 is algebraïsch, maar de hierboven aangehaalde {\displaystyle \pi } en {\displaystyle e} zijn transcendent: ze zijn nulpunten van geen enkele veelterm met rationale coëfficiënten.
Het begrip oneindig wordt gewoonlijk niet als een getal beschouwd, hoewel er in bepaalde gevallen ook rekenregels voor gelden. Het is echter niet zo dat elk oneindig aantal evenveel is, daarom heeft men de natuurlijke getallen uitgebreid tot kardinaalgetallen en ordinaalgetallen. Twee verzamelingen hebben hetzelfde kardinaalgetal als er tussen de verzamelingen een bijectie bestaat. Twee welgeordende verzamelingen hebben hetzelfde ordinaalgetal als er een bijectie bestaat die de welordening respecteert. De kardinaalgetallen of ordinaalgetallen die groter zijn dan alle natuurlijke getallen, heten transfiniete getallen.

### Hypercomplexe getallen
Nog andere getalverzamelingen zijn:
- quaternionen
- octonionen

Beiden zijn uitbreidingen van de complexe getallen waarin een deel van de rekenkundige regels bewaard blijft.

### Getallen met speciale eigenschappen
Daarnaast zijn er verzamelingen van getallen met bijzondere eigenschappen. Een eenvoudig voorbeeld daarvan zijn de even en oneven getallen. Het meest fundamenteel en bekend zijn waarschijnlijk de priemgetallen, die een basis vormen voor de vermenigvuldiging. Getallen die het product zijn van twee of meer priemgetallen heten dan weer samengesteld. Perfecte getallen zijn dan weer getallen waarvan de som van de echte delers opgeteld gelijk zijn aan het getal zelf.
Andere voorbeelden van bijzondere soorten natuurlijke getallen zijn:
- Fermatgetallen
- Kaprekargetallen
- Overvloedige getallen
- Driehoeksgetallen, kwadraten en andere figuratieve getallen

De deelverzameling van de rationale getallen die een eindige decimale voorstelling hebben, is de verzameling van de decimale breuken of decimale getallen en wordt soms weergegeven met het symbool {\displaystyle \mathbb {D} }. Het zijn de breuken waarvan de onvereenvoudigbare noemer een product is van machten van 2 en 5 (de priemdelers van de basis 10 van het decimale talstelsel).
Binnen de algebraïsche getallen onderscheidt men soms bijzondere deellichamen of deelringen waarvan de elementen met eenvoudige middelen kunnen worden bereikt vanuit de rationale getallen:
- Construeerbare getallen zijn afstanden die meetkundig kunnen worden geconstrueerd vanuit lijnstukken met rationale lengtes door alleen gebruik te maken van een passer en een ongemarkeerde liniaal. De stelling van Gauss-Wantzel zegt dat de zijde van een regelmatige {\displaystyle n}-hoek, ingeschreven in een cirkel met straal 1, construeerbaar is als en slechts als {\displaystyle n} het product is van een macht van 2 met nul of meer onderling verschillende Fermat-priemgetallen. Het eerste tegenvoorbeeld is de regelmatige zevenhoek.
- Radicale getallen zijn getallen die kunnen worden geschreven door alleen gebruik te maken van rationale getallen, de vier hoofdbewerkingen, {\displaystyle n}-de machtswortels en haakjes. De stelling van Abel-Ruffini bewijst dat niet alle algebraïsche getallen radicaal zijn.
- Algebraïsche gehele getallen zijn (niet noodzakelijk reële) nulpunten van polynomen met gehele coëfficiënten waarvan de hoogstegraadscoëfficiënt 1 is (monische veeltermen). De vierkantswortel uit 2 en de imaginaire eenheid {\displaystyle i} zijn algebraïsche gehele getallen omdat ze respectievelijk nulpunten zijn van de monische veeltermen {\displaystyle x^{2}-2} en {\displaystyle x^{2}+1.}

Een reëel getal heet berekenbaar als er een algoritme bestaat om het getal tot een willekeurige gegeven precisie te berekenen. Alle algebraïsche reële getallen zijn berekenbaar, maar ook de transcendente getallen {\displaystyle \pi } en {\displaystyle e.} Toch zijn de "meeste" reële getallen niet berekenbaar: omdat het aantal algoritmen aftelbaar is, is de verzameling van de berekenbare reële getallen dat ook; maar de verzameling van de reële getallen zelf is overaftelbaar.

### p-adische getallen
De meest gebruikelijke definitie van de reële getallen stelt {\displaystyle \mathbb {R} } gelijk aan de topologische vervollediging van de rationale getallen ten opzichte van de afstandsfunctie {\displaystyle d(x,y)=|x-y|}. In de getaltheorie worden alternatieven voor de absolute waarde bestudeerd, valuaties genoemd. Met een gegeven vast priemgetal {\displaystyle p} wordt een valuatie {\displaystyle |.|_{p}} geassocieerd die van {\displaystyle \mathbb {Q} } een metrische ruimte maakt, en het lichaam {\displaystyle \mathbb {Q} _{p}} van de {\displaystyle p}-adische getallen is de topologische vervollediging van {\displaystyle \mathbb {Q} } ten opzichte van die afstandsfunctie. In tegenstelling tot {\displaystyle \mathbb {R} ,} die een topologisch volledige algebraïsche sluiting {\displaystyle \mathbb {C} } heeft, is de algebraïsche sluiting van {\displaystyle \mathbb {Q} _{p}} topologisch niet meer volledig; door echter van die verzameling op haar beurt de topologische vervollediging {\displaystyle \Omega _{p}} te nemen, bekomt men een lichaam dat zowel algebraïsch gesloten als topologisch volledig is: de {\displaystyle p}-adische complexe getallen.

## Getallen schrijven in het Nederlands

### Hoe voluit schrijven?
Alle getallen beneden de duizend worden aan elkaar geschreven. Na het getal duizend volgt een spatie als duizendscheider. Ook komt er een spatie voor en na miljoen, miljard, biljoen enzovoort. Getallen onder de 10 000 kunnen als veelvouden van 100 of van 1000 worden gelezen, bijvoorbeeld het getal 1 282 kan als duizend tweehonderdtweeëntachtig of als twaalfhonderdtweeëntachtig worden uitgesproken. De schrijfwijzen zijn in beginsel taalafhankelijk: in andere talen gelden andere regels.
Voorbeelden:
- 22 500 = tweeëntwintigduizend vijfhonderd
- 5 143 317 = vijf miljoen honderddrieënveertigduizend driehonderdzeventien
- 100 000 000 = honderd miljoen

De taalafhankelijkheid geldt ook voor de namen voor de machten van tien: waar in het Nederlands voor het getal 1 000 000 000 het woord miljard gebruikt wordt, is het in landen, waar Engels wordt gesproken, gebruikelijk dit een billion te noemen, terwijl een biljoen in het Nederlands weer wijst naar 1 000 000 000 000. Het is het verschil tussen de korte en de lange schaal, de twee verschillende systemen om grote getallen een naam te geven.

### Wanneer voluit schrijven?
Het al dan niet voluit schrijven van getallen is afhankelijk van de context, de smaak en de stijl. Doorgaans werkt de volgende regel: eenvoudige getallen betreffende de leeftijd, aantallen of de hoeveelste keer zijn voluit geschreven. Jan werd op zijn negentiende voor de tweede maal opgeroepen. Zijn dienstplicht vervulde hij samen met vierduizend man. Getallen die (meestal) met cijfers geschreven worden, zijn:
- Financiële bedragen, zoals prijs, loon
- Jaartallen
- Datum, zoals geboortedatum
- Huisnummer
- Postcode
- Telefoonnummer, pincode, bankrekeningnummer

## Weergave van getallen

### Positiestelsels
Als een getal niet voluit wordt geschreven, hanteren moderne teksten bijna in alle omstandigheden het tientallige stelsel, dat is het gebruikelijke positionele stelsel waarin een getal wordt voorgesteld als een opeenvolging van de cijfers 0-9, en waarbij de waarde van ieder cijfer afzonderlijk afhangt van de plaats in de rij (eenheden, tientallen, honderdtallen, enz.).
Het tientallige stelsel is een voorbeeld van wat in het algemeen een positiestelsel heet. Hierbij wordt het getal geschreven als een rijtje cijfers, waarbij elk cijfer afkomstig is uit het gekozen stelsel. Gewoonlijk worden getallen decimaal geschreven, maar in de informatica wordt vooral voor natuurlijke getallen ook veel binair, octaal en hexadecimaal gewerkt.
De algemene formule voor het werken met {\displaystyle n}-tallige stelsels is:
{\displaystyle [[a_{m}...a_{2}a_{1}a_{0}]]_{n-tallig}=\sum _{i=0}^{m}a_{i}n^{i}=} {\displaystyle a_{m}n^{m}+a_{m-1}n^{m-1}+...+a_{2}n^{2}+a_{1}n+a_{0}}
De machten van {\displaystyle n} zijn de gewichten of weegfactoren van de cijfers.
Een positiestelsel kan ook niet-gehele getallen weergeven door machten van {\displaystyle n} met een negatieve exponent te gebruiken. Een afgesproken scheidingsteken (in het Nederlands taalgebied vaak een komma) duidt aan waar de eenheden ophouden en het breukdeel begint. Een rationaal getal heeft in een positiestelsel alleen een eindige schrijfwijze als de noemer van de eenvoudigste breuk die dat rationaal getal voorstelt, een deler is van een macht van de basis {\displaystyle n.} In het gebruikelijke tientallige stelsel zijn dit de breuken waarvan de noemer uit machten van 2 en machten van 5 bestaat; rationale getallen die niet aan die voorwaarde voldoen, hebben een repeterende oneindige schrijfwijze:
{\displaystyle {1 \over 8}={1 \over 2^{3}}={5^{3} \over 10^{3}}=1.10^{-1}+2.10^{-2}+5.10^{-3}=0{,}125}
{\displaystyle {1 \over 11}=0{,}09090909\ldots }

### Wetenschappelijke notatie
In wetenschap en techniek komen soms getallen voor die zo groot zijn, of zo dicht bij nul liggen, dat de gewone decimale schrijfwijze onpraktisch wordt door het grote aantal nullen. De wetenschappelijke notatie lost dit op door de komma te verschuiven: het getal wordt geschreven als product van enerzijds een getal tussen 1 en 10 (eventueel voorafgegaan door een minteken) met anderzijds een positieve of een negatieve macht van 10.
De constante van Avogadro wordt in de scheikunde gebruikt om het verband te leggen tussen aantallen atomen en moleculen enerzijds, en massa's in gram anderzijds. Ze is gelijk aan het getal
{\displaystyle N_{A}=602214076000000000000000=6{,}02214076\times 10^{23}.}
Het gebruik van voorvoegsels zoals kilo en centi is een variant op de wetenschappelijke notatie die teruggaat tot de begindagen van het metrieke stelsel. Een centimeter is {\displaystyle 10^{-2}} m.

### Voorstelling van getallen in computers
De eerder opgesomde getalverzamelingen zijn oneindig; om ieder willekeurig getal exact te kunnen opslaan, zou het geheugen van een computer dus oneindig groot moeten zijn. Daarom worden een aantal eindige deelverzamelingen gehanteerd die een compromis zijn tussen praktische bruikbaarheid en benodigde geheugenruimte. In het algemeen vallen twee klassen van voorstellingen te onderscheiden: voorstellingen met vaste komma, waarvan de gehele voorstellingen een belangrijke deelklasse vormen, en voorstellingen met zwevende komma, een binaire variant van de wetenschappelijke notatie. Binnen de twee klassen wordt dan nog onderscheid gemaakt naargelang van de hoeveelheid beschikbaar geheugen, de zogenaamde precisie. Voor zwevendekommagetallen bestaat de internationale standaard IEEE 754.

## Definities
De meeste takken van de hedendaagse wiskunde zijn geformuleerd in termen van verzamelingen. Dit laat toe, eenzelfde logische taal te gebruiken voor redeneringen binnen al deze deelgebieden.

### Axiomatische opbouw van de natuurlijke getallen
De verschillende getallenverzamelingen kunnen exact gedefinieerd worden in termen van de verzameling van de natuurlijke getallen; dit laat echter het probleem over, te definiëren wat een natuurlijk getal is. Historisch zijn de meest gebruikelijke benaderingen enerzijds de axioma's van Peano en anderzijds de definitie van natuurlijke getallen uit de axiomatische verzamelingenleer van Zermelo en Fraenkel.
De axioma's van Peano gaan uit van het bestaan van een getal met de naam 0 en een opvolgerfunctie die met ieder getal zijn opvolger (intuïtief: "plus één") associeert.
De verzamelingenleer kan op verschillende manieren worden omgevormd tot een model van de Peano-axioma's, waarbij ieder getal gedefinieerd is als een of andere verzameling. De constructie van John von Neumann stelt het getal 0 gelijk aan de lege verzameling {\displaystyle \emptyset }, waarvan ZF het bestaan garandeert in een stelling. De opvolger van een gegeven getal {\displaystyle A} is de verzameling {\displaystyle A\cup \left\{A\right\}.} De oorspronkelijke constructie van Ernst Zermelo ging eveneens uit van {\displaystyle 0=\emptyset }, maar koos {\displaystyle \left\{A\right\}} als de opvolger van {\displaystyle A.}

### Gehele getallen
De definitie van de gehele getallen is op het cartesisch product {\displaystyle \mathbb {N} \times \mathbb {N} } van de natuurlijke getallen met zichzelf gebaseerd, dat is de verzameling van alle geordende tweetallen {\displaystyle (m,n)} van natuurlijke getallen. Daarop wordt een equivalentierelatie {\displaystyle \sim } gedefinieerd door te eisen dat
{\displaystyle (m,n)\sim (p,q)\Leftrightarrow m+q=n+p.}
Een natuurlijk getal {\displaystyle n} komt dan overeen met de equivalentieklasse van het tweetal {\displaystyle (n,0),} en zijn tegengestelde {\displaystyle -n} met de klasse van {\displaystyle (0,n).}

### Rationale getallen
Ook de breuken vertrekken van een cartesisch product, dit keer {\displaystyle \mathbb {Z} \times (\mathbb {N} \setminus \{0\}).} Het tweetal {\displaystyle (z,n)} stelt de breuk {\displaystyle z/n} voor en twee tweetallen stellen hetzelfde rationale getal voor als de breuken aan de bekende evenredigheidsregel voldoen:
{\displaystyle (z,n)\sim (w,m)\Leftrightarrow zm=wn.}

### Reële getallen
Voor de definitie van de reële getallen vanuit de rationale getallen is een limietprocedé nodig. Men gaat uit van de verzameling, zeg {\displaystyle V,} van de oneindige Cauchyrijen die bestaan uit rationale getallen:
{\displaystyle (q_{0},q_{1},q_{2},\ldots ,q_{n},\ldots )\in V\Leftrightarrow \forall \epsilon >0:\exists n_{0}\in \mathbb {N} :\forall m\in \mathbb {N} ,m\geq n_{0}:\forall n\in \mathbb {N} ,n\geq n_{0}:|q_{m}-q_{n}|<\epsilon .}
Twee Cauchyrijen heten equivalent als hun verschil naar 0 convergeert:
{\displaystyle (q_{0},q_{1},\ldots )\sim (r_{0},r_{1},\ldots )\Leftrightarrow \forall \epsilon >0:\exists n_{0}\in \mathbb {N} :\forall n\in \mathbb {N} ,n\geq n_{0}:|q_{n}-r_{n}|<\epsilon .}
Een rationaal getal {\displaystyle q} komt overeen met de equivalentieklasse van de constante rij {\displaystyle (q,q,\ldots ).} Een reëel getal komt overeen met de equivalentieklasse van de rijen rationale getallen die er opeenvolgende benaderingen van vormen.

### Complexe getallen
De definitie van de complexe getallen heeft geen equivalentierelatie nodig: de verzameling {\displaystyle \mathbb {C} } kan gewoon worden voorgesteld als het cartesisch product {\displaystyle \mathbb {R} \times \mathbb {R} } waarbij een reëel getal {\displaystyle r} overeenkomt met het tweetal {\displaystyle (r,0)} en een willekeurig complex getal {\displaystyle a+bi} met {\displaystyle (a,b).}

## Getallen in de natuur

### Symmetrie en natuurlijke getallen

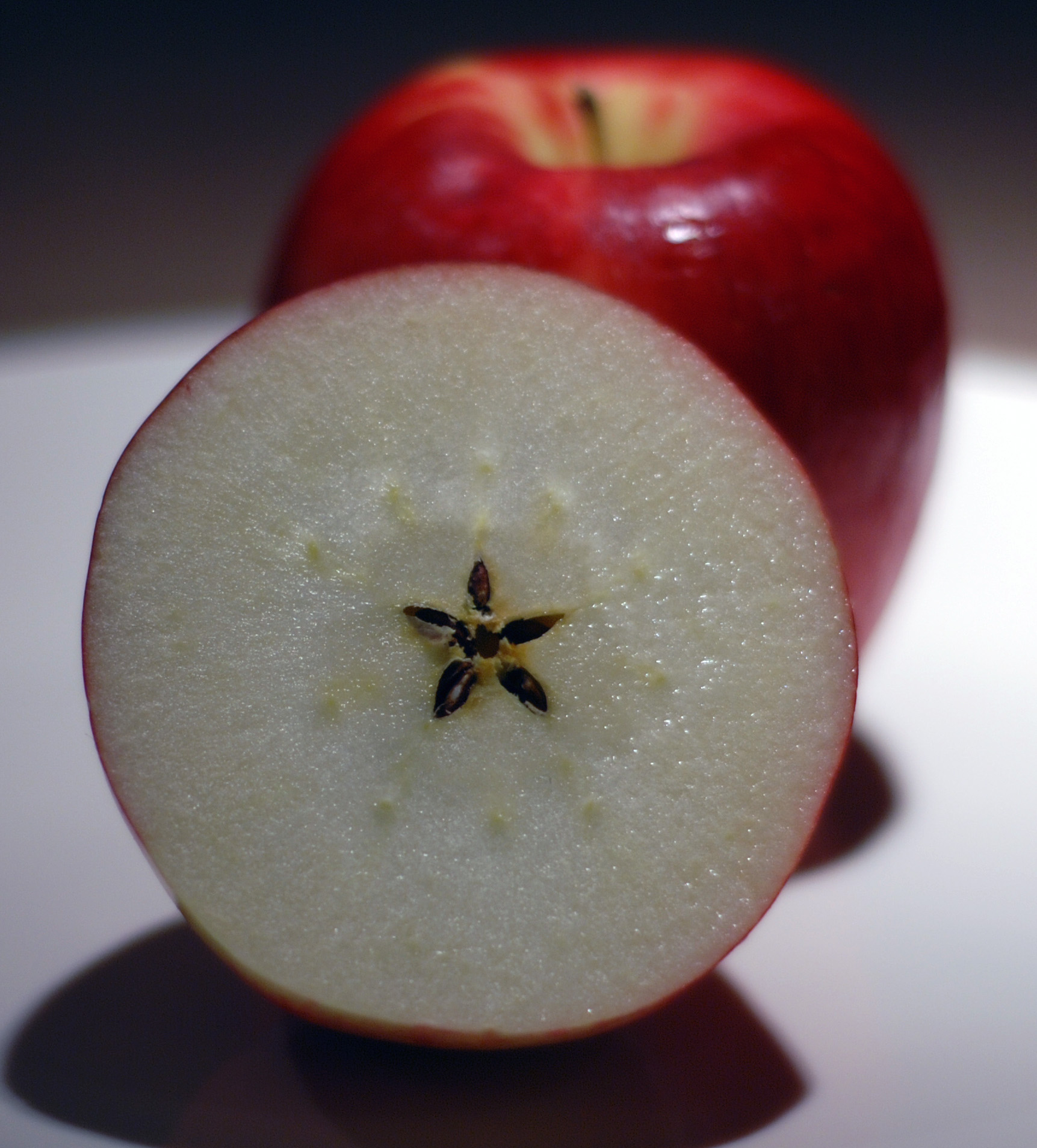
Appelbloesems en appels hebben een voorkeur voor het getal 5

Alle gewervelde dieren en vele andere diersoorten hebben een even aantal poten. Dit is geen toeval: in de vroegste stadia van de embryonale ontwikkeling van die dieren ontstaat een symmetrie ten opzichte van een spiegelvlak, en een groot deel van die symmetrie blijft bewaard in het volgroeide organisme.
Algemener zorgen symmetrieën voor het steeds terugkeren van bepaalde getallen in de natuur. Rozen en appels, net als de meeste andere leden van de familie Rosaceae, hebben een vijftallige symmetrie. Ook kristallen hebben symmetriegroepen; de meeste ijskristallen vormen op kleine schaal een patroon volgens een regelmatige zeshoek.

### Dimensieloze grootheden
De natuur toont ook een voorkeur voor bepaalde grotere, niet noodzakelijk gehele getallen. Weliswaar hangen de elementaire lading {\displaystyle e,} de lichtsnelheid {\displaystyle c,} de magnetische permeabiliteit van het vacuüm {\displaystyle \mu _{0}} en de gereduceerde constante van Planck {\displaystyle \hbar } allemaal af van het gekozen eenhedenstelsel, maar in de verhouding
{\displaystyle \alpha \ =\ {\frac {e^{2}}{\hbar c\ 4\pi \epsilon _{0}}}\ =\ {\frac {e^{2}c\mu _{0}}{2h}}\ =\ 7{,}297\,352\,570(5)\times 10^{-3}\ =\ {\frac {1}{137{,}035\,999\,070(98)}},}
fijnstructuurconstante genaamd, vallen alle eenheden weg. Natuurkundigen hebben op basis van minder nauwkeurige metingen een tijdlang ten onrechte aangenomen dat het hier om het rationaal getal {\displaystyle 1/137} ging, en Arthur Eddington heeft geprobeerd een verklaring te geven voor de speciale rol van het natuurlijk getal 137 in de fysica. Het huidige standaardmodel van de deeltjesfysica voorziet in niet minder dan 25 dimensieloze fysische constanten, dus reële getallen die een bijzondere rol lijken te spelen in de natuur.
In de stromingsleer worden ook een aantal dimensieloze grootheden geïdentificeerd; dat zijn echter geen fundamentele natuurconstanten, maar eerder praktische verhoudingen die de kwalitatieve kenmerken van een vloeistofstroom voorspellen. Bekende voorbeelden zijn het machgetal (verhouding van typische stroomsnelheden tot de geluidssnelheid) en het reynoldsgetal (verhouding van traagheidskrachten tot viskeuze krachten).